# ダヴェドの大公プイス
『ダヴェドの大公プイス』（現代ウェールズ語: Pwyll Pendefig Dyfed, 中期ウェールズ語: Pwyll Pendeuic Dyuet）は、中世ウェールズ語文学のなかの伝説的物語のひとつで、マビノギ四枝の第一話である。ダヴェド（Dyfed）の大公（prince）であるプイス（Pwyll）とアンヌン（Annwn, 異界）の王であるアラウン（Arawn）とのあいだの友情、プイスとリアンノン（Rhiannon）のあいだの交際と結婚、そしてプレデリ（Pryderi）の誕生と失踪とについて扱っている。この枝はのちの物語で再登場する筋書きの数々、たとえばダヴェドとアンヌンとの同盟やプイスとグワウル（Gwawl）のあいだの確執を導入している。ほかの枝と並んで、この物語は中世の写本であるヘルゲストの赤い本（Red Book of Hergest）およびレゼルフの白い本（White Book of Rhydderch）に見いだされる。
ウィリアム・ジョン・グリフィズ（William John Gruffydd）は、この物語はマポノス（Maponos）と女神マトローナ（Dea Matrona）の物語群の中世的表現の代表であると提唱している。

## あらすじ
グリン・キッフ（Glyn Cuch）にて狩りを行っていたさい、ダヴェドの大公プイスは伴の者たちからはぐれ、殺された牡鹿に群がる猟犬の群れに出くわす。プイスはその猟犬たちを追い払い、自分の連れていた猟犬たちに鹿を食わせるが、このことで異界の王国アンヌンの王アラウンの怒りを買う。その償いとしてプイスは、一年と一日のあいだアラウンの外見をとって彼と土地を取り替えることに同意し、アラウンの宮廷に身を置く。その年の終わりにプイスは、アラウンの宿敵であるハヴガン（Hafgan）との一騎打ちに臨み一撃で致命傷を与え、アンヌン全土にわたるアラウンの支配権を勝ちとる。ハヴガンの死後プイスとアラウンは再会し、もとの外見に戻ってそれぞれの宮廷に復帰する。この一年のあいだプイスはアラウンの妻と床を共にしても貞淑を保ったことで、彼ら二人は永久の友人となる。プイスはアンヌンを首尾よく治めた結果として、アンヌウヴンの長プイス（Pwyll Pen Annwfn）との称号をとる。
それからしばらくして、プイスと彼のまわりの貴族たちはゴルセズ・アルベルス（Gorsedd Arberth）の丘に登り、リアンノンの来訪を目撃する。彼らの見た彼女は黄金の絹の錦を身にまとう美しい女性で、輝く白い馬に騎乗していた。プイスは彼の知る最高の騎手たちに彼女のあとを追わせたが、彼女の馬は決して並足（アンブル）より速くは走らなかったにもかかわらず、つねに彼らより前にいつづけるのであった。3日ののち、プイスはとうとう彼女に呼びかけて止まってもらう。するとリアンノンはただちに従い、喜んで止まるのだからもっと早く声をかけてくれれば馬たちにとってもよかったのにと言うのであった。彼女は彼に対し、彼女の婚約者であるクリトの息子グワウル（Gwawl ap Clud）よりも彼のほうと結婚したいので彼を探しにきたのだと語る。彼らは婚礼の日をこの最初の出会いの日の1年後と定め、その日がくるとプイスはヘヴァイズ・ヘン（Hyfaidd Hen）の宮廷に向けて出発する。彼らの婚礼の宴にある男が現れプイスに頼みがあると言うので、プイスはその男に対し求めるものをなんでも与えようと答える。すると男はクリトの息子グワウルだと明かしてリアンノンと婚礼の宴を求めるので、プイスはそれを与えねばならなかった。事の成り行きを悲しんだリアンノンは、明け渡される宴は彼女のものであってプイスのものではないということ、さらにそれはすでに客たちと主人たちに対して約束されてしまったということを説明する。しかしさらに同じ年に彼女とグワウルのための宴を用意することはできないとも説明し、彼はいったん自分の領地に帰る。1年後、宴の日に至り、今度はアンヌウヴンの長プイスのほうが婚礼の宴にやってくる。彼は変装してリアンノンから与えられた魔法の袋をもち、要求を伝える。クリトの息子グワウルはプイスよりも利口だったので、もし要求が応分なものであればそれに応じようと答えた。プイスはそこで、彼のもつ袋を満たすに十分な食べものだけでよいと言い、クリトの息子グワウルはこれに応じる。ところが袋には魔法がかかっていたので満たすことができず、最後にはクリトの息子グワウルは自分の約束を遵守するべくみずから袋のなかに入る。そこでプイスはそれを閉じ、袋はプイスの部下たちによって吊るされ繰りかえし打たれた。
彼に仕える貴族たちの忠言のもと、プイスとリアンノンは王国の世継ぎを作ることとし、ようやく男の子が生まれる。しかしその男の子は誕生したその夜に、リアンノンの6人の侍女たちが見張っているなかで消失してしまう。王の怒りを避けるため、侍女たちは眠っているリアンノンに犬の血を塗りたくり、彼女が自分の子どもを食べて殺すという嬰児殺しと人食の罪を犯したのだと主張する。こうしてリアンノンは罪の悔い改めを強制される。
この子どもはある馬小屋の外で発見される。見つけたのはプイスのかつての家臣で、グウェント・イス・コエト（Gwent Is Coed）の領主であるテイルノン（Teyrnon）であった。彼とその妻はこの子を自分たちの息子とし、彼を金髪のグウリ（Gwri Wallt Euryn）と命名する。というのも「彼の頭の髪はすべて黄金と同じほどに黄色かった」からである。この子は超人的な速さで大人になっていき、成長するにつれてプイスに似ていることがますます明らかになっていったため、とうとうテイルノンはグウリの本当の出自に思いいたる。少年は最終的にはプイスとリアンノンに再会し、「心配（anxiety）」を意味するプレデリ（Pryderi）と名づけなおされる。
物語はプイスの死と、プレデリが王位に上ることをもって終わる。

## 神話的要素
ケルトの神話によく現れる特徴のひとつは、妖精の民シー（sidh）である。彼らは多くの形と大きさをとることができたが、しばしば人間として現れていた。彼らはまた物の外見を変えることもできた。アラウンが彼とプイスの外見を取り替えることができたということは、彼が妖精の民に属することを示唆している。じっさい、アンヌンは一種の妖精の王国（fairy kingdom）もしくは異界（otherworld）であった。
リアンノンもまた妖精の民の一人でありうる。ずっと並足のように見えるにもかかわらずプイスの騎士たちの前を行きつづける馬という、彼女の作りだした幻影のためである。妖精たちはときおり人間たちと性的関係をもつことが知られていた。あるときはこうした関係はつかの間のものであったが、またあるときはリアンノンとプイスがそうであったように継続するものであった。リアンノンが妖精であったので彼女の息子は半妖精（half-fairy）となり、これが彼が超人的な速さで成長できた理由である。リアンノンとプイスの息子の場合のように、妖精たちにとって子どもを盗むことはいくぶんありふれたことでもあった。
ケルト文学ではしばしば魔法（magic）が非常に重大な役割を果たす。ダヴェドの大公プイスはマビノギ全体を通して多くの魔法の事例に関わっている。変身（shapeshifting）はプイスが関与した魔法の一例である。つねに1人、形を変える力を有した人物がいて、物語の異なる部分ではその力の持ち主は変わることがありうる。この例としてマビノギの第一の枝においては、形を変える力は異界の王アラウンのもとにあったが、第四の枝においては同じ力がマース（Math）とその甥グウィディオン（Gwydion）にある。プイスに関わる魔法のべつの例として、彼の妻リアンノンを取り巻く魔法がある。彼女はプイスのそれを含めて、ほかのどんな馬からも逃げきれる魔法の馬に乗っていた。リアンノンはまた、目の前で魔法の言葉が唱えられないかぎり決して満杯にできない袋をもっていた。
またケルト神話においては、いくつかの共通するテーマとシンボルとがあった。ひとつは決して空にならない大釜で、これは決して満杯にならないリアンノンの袋に似ている。もうひとつは謎めいた土地への旅で、主人公はそこで不可能な偉業を達成せねばならないものだった。この例としては、プイスがアンヌンに赴きハヴガンと戦ったこと、またクリトの息子グワウルからリアンノンを取り返さねばならなかったことが挙げられる。プイスがハヴガンと戦ったりリアンノンを取り戻したりするのに1年待ったような周期的な対決も見られる。